# Camaridium dendrobioides
Camaridium dendrobioides är en orkidéart som beskrevs av Rudolf Schlechter. Camaridium dendrobioides ingår i släktet Camaridium och familjen orkidéer. Inga underarter finns listade i Catalogue of Life.